# Robert Hare (chimiste)
Pour les articles homonymes, voir Robert Hare (homonymie).
Robert Hare (17 janvier 1781 à Philadelphie, Pennsylvanie, États-Unis - 15 mai 1858 à Philadelphie) était un professeur américain de sciences physiques. Inventeur du chalumeau oxhydrique, il a mis au point une batterie électrique de forte puissance et s'est intéressé au spiritisme.

## Biographie
Fils d'un brasseur anglais émigré en Amérique et de Margaret Willing, cousine du directeur de la Bank of North America, le jeune Hare passa son enfance à faire ses propres expériences de distillation sans suivre de scolarité. Puis par intérêt pour les sciences, il suivit les cours de l'école préparatoire (Academy) de l'Université de Pennsylvanie donnés par James Woodhouse. À la mort de James Woodhouse, Hare candidata à sa succession mais fut écarté faute de diplôme.
Peu après 1800, et indépendamment d'Edward Daniel Clarke, il conçut et mit au point le chalumeau oxhydrique (à mélange d'oxygène-hydrogène), outil avec lequel il parvint le premier à faire fondre du platine. Le compte rendu qu'il donna en 1802 de cette expérience (Memoir on the Supply and Application of the Blow-Pipe, Philadelphia Chemical Society), publié dans l’English Philosophical Magazine et traduit dans les Annales de Chimie, lui fit une réputation internationale, et le fit élire à l’American Philosophical Society. Reçu docteur honoris causa en médecine de l'université Yale (1806), puis de l'université Harvard (1816), il épousa Harriett Clark et ils eurent six enfants. 
Il fut professeur à la faculté de médecine de l'Université de Pennsylvanie entre 1810 et 1812, où l'on créa pour lui une chaire de « philosophie naturelle », mais ses étudiants étaient trop peu nombreux pour qu'il y gagne sa vie, et il reprit donc la brasserie de son père, mais l'affaire périclita pendant la Guerre anglo-américaine de 1812.
Hare retrouva donc sa chaire d'université en 1818 et y enseigna jusqu'en 1847. Au début des années 1820, Hare avait mis au point le « déflagrateur galvanique », une nouvelle batterie voltaïque composée de grandes plaques qui servait à créer de puissantes et rapides combustions.
En 1854, Hare s'est vivement intéressé au spiritisme et a rédigé plusieurs ouvrages sur le sujet qui le rendirent célèbre aux États-Unis. Il a notamment publié Experimental Investigation  of the Spirit Manifestations en 1854. Son travail fut critiqué par des collègues et chaleureusement loué par d'autres tenants de cette approche.
Hare est mort à Philadelphie le 15 mai 1858.

## Publications
- (en) Robert Hare, Experimental Investigation of the Spirit Manifestations, New York, Partridge & Brittan, 1855